# Dinamo Aktobe
Dinamo Aktobe (kaz. Динамо Ақтөбе) – kazachski klub piłkarski z siedzibą w mieście Aktobe, na zachodzie kraju.

## Historia
Chronologia nazw:
- 1936: Dinamo Aktiubińsk (kaz. Динамо (Актюбинскъ))
- 1949: klub rozwiązano
- 1999: Dinamo Aktobe (kaz. Динамо Ақтөбе Футбол Клубы)
- 1999: klub rozwiązano

Klub piłkarski Dinamo Aktiubińsk został założony przy Towarzystwie Sportowym Dinamo w 1936 roku. W tym samym 1936 roku odbył się pierwszy występ kazachskiego klubu w Pucharze ZSRR. Zespół w 1/64 finału awansował do następnej rundy przez walkower z Dinamo Kujbyszew, ale w 1/32 finału przegrał 0:4 z CDKA Moskwa. W 1949 roku zespół zajął 3.miejsce w Mistrzostwach Kazachskiej SRR. Potem klub przestał istnieć.
W 1999 roku klub został reaktywowany jako Dinamo Aktobe. Jednak nie zgłosił się do oficjalnych rozgrywek i wkrótce został rozwiązany.

## Sukcesy

### Trofea międzynarodowe
Nie uczestniczył w rozgrywkach europejskich (stan na 31-05-2014).

### Trofea krajowe
| \| \| Zdobyte trofea w rozgrywkach Związku Radzieckiego (stan na: 31-12-2023) \| |                                                                         |      |          |
| Rozgrywki                                                                        | Osiągnięcie                                                             | Razy | Sezon(y) |
| Mistrzostwo                                                                      | I miejsce                                                               | 0    |          |
| Mistrzostwo                                                                      | II miejsce                                                              | 0    |          |
| Mistrzostwo                                                                      | III miejsce                                                             | 0    |          |
| Puchar                                                                           | zdobywca                                                                | 0    |          |
| Puchar                                                                           | finalista                                                               | 0    |          |
| Puchar                                                                           | 1/32 finału                                                             | 1    | 1936     |
| II liga                                                                          | I miejsce                                                               | 0    |          |
| II liga                                                                          | II miejsce                                                              | 0    |          |
| II liga                                                                          | III miejsce                                                             | 0    |          |
|                                                                                  | Zdobyte trofea w rozgrywkach Związku Radzieckiego (stan na: 31-12-2023) |      |          |

Mistrzostwo Kazachskiej SRR
- 3.miejsce: 1949

## Poszczególne sezony

### Rozgrywki międzynarodowe

#### Europejskie puchary
Klub nigdy nie uczestniczył w rozgrywkach europejskich.

### Rozgrywki krajowe
Kazachstan
| \| Kazachstan \| Bilans występów klubu w rozgrywkach piłkarskich Kazachstanu (Stan na 31 grudnia 2023 r.) \| \| |                                                                                          |        |       |   |   |   |    |    |     |      |        |        |      |
| Poziom | Rozgrywki                                                                                | Sezony | Mecze | Z | R | P | B+ | B– | Pkt | Lata | Awanse | Spadki | Naj. |
| I | Priemjer Ligasy                                                                          | 0      |       |   |   |   |    |    |     |      | 0      | 0      |      |
| II | Byrynszy Ligasy                                                                          | 0      |       |   |   |   |    |    |     |      | 0      | 0      |      |
| III | Jekinszy Ligasy                                                                          | 0      |       |   |   |   |    |    |     |      | 0      | 0      |      |
| | Puchar Kazachstanu                                                                       | 0      |       |   |   |   |    |    |     | 1936 | 0      | 0      |      |
| Kazachstan | Bilans występów klubu w rozgrywkach piłkarskich Kazachstanu (Stan na 31 grudnia 2023 r.) |        |       |   |   |   |    |    |     |      |        |        |      |

ZSRR
| \| \| Bilans występów klubu w rozgrywkach piłkarskich Związku Radzieckiego (Stan na 31 grudnia 1991 r.) \| |                                                                                                   |        |       |   |   |   |    |    |     |      |        |        |       |
| Poziom | Rozgrywki                                                                                         | Sezony | Mecze | Z | R | P | B+ | B– | Pkt | Lata | Awanse | Spadki | Naj.  |
| I | Wysszaja Liga                                                                                     | 0      |       |   |   |   |    |    |     |      | 0      | 0      |       |
| II | Pierwaja Liga                                                                                     | 0      |       |   |   |   |    |    |     |      | 0      | 0      |       |
| III | Wtoraja Liga                                                                                      | 0      |       |   |   |   |    |    |     |      | 0      | 0      |       |
| | Puchar ZSRR                                                                                       | 1      |       |   |   |   |    |    |     | 1936 | 0      | 0      | 1/32f |
| | Bilans występów klubu w rozgrywkach piłkarskich Związku Radzieckiego (Stan na 31 grudnia 1991 r.) |        |       |   |   |   |    |    |     |      |        |        |       |

## Struktura klubu

### Stadion
Drużyna rozgrywa swoje mecze domowe w Aktobe na stadionie Centralnym, który może pomieścić 12.800 widzów.

## Kibice i rywalizacja z innymi klubami

### Derby
- Dinamo Ałmaty